# Pambolus ruficeps
Pambolus ruficeps är en stekelart som beskrevs av Sergey A. Belokobylskij 1988. Pambolus ruficeps ingår i släktet Pambolus och familjen bracksteklar. Inga underarter finns listade i Catalogue of Life.